# María Teresa Alzamora
María Teresa Alzamora Colomer fue un dibujante de historietas, entintadora y pintora española (Barcelona, 1938-Valencia, 1995). Firmó como Maytesa y Tere.

## Biografía
María Teresa Alzamora Colomer nació en Barcelona, pero su familia se trasladó con ella a Valencia cuando era sólo una niña.
Trabajó en editoriales locales como Maga (Lirio, Pantera Negra) y Valenciana (Cuentos Gráficos Infantiles Cascabel, Mariló).
Casó con José González Igual, algunas de cuyas obras entintaría.
También colaboró en las revistas femeninas de Bruguera Blanca y Sissi. Abandonó luego el medio para dedicarse a la pintura.

## Obra
| Años | Título           | Guionista | Tipo                    | Publicación                                   | Editorial  |
| ---- | ---------------- | --------- | ----------------------- | --------------------------------------------- | ---------- |
| 1956 |                  |           |                         | Lirio                                         | Maga       |
| 1958 |                  |           |                         | Cuentos Gráficos Infantiles Cascabel          | Valenciana |
| 1958 | Pantera Negra    |           | Serial como entintadora |                                               | Maga       |
|      |                  |           |                         | Mariló                                        | Valenciana |
| 1962 | El tren del amor |           | Historieta breve        | Blanca núm. 63                                | Bruguera   |
|      |                  |           |                         | Sissi                                         | Bruguera   |
| 1963 |                  |           |                         | Sissi, selección de novelas gráficas núm. 210 | Bruguera   |